# Chris Zintzen-Bader
Chris Zintzen-Bader (* 12. Dezember 1966 in Moosburg an der Isar als Christiane Zintzen) ist ein deutscher Literaturwissenschaftler, Autor, Journalist und Herausgeber.

## Leben
Zintzen-Bader studierte Germanistik, Romanistik, Kunstgeschichte an den Universitäten Wien, Basel sowie am Whitman College, Wall Walla, Washington.
Neben dem Studium absolvierte er mehrere Praktika in Forschung und Edition (Walter Hasenclever-Edition, Institut für Germanistik, RWTH Aachen, Georg-Büchner-Forschungsstelle, Universität Marburg/Lahn). Er promovierte 1998 mit der Dissertation Von Pompeji nach Troja. Literatur, Öffentlichkeit und Archäologie im 19. Jahrhundert. Der Teil über Pompeji sei laut dem niederländischen Archäologen Eric M. Moormann der erste ernsthafte Versuch die Literatur über das Monument zu analysieren. Anschließend war er als wissenschaftlicher Mitarbeiter im FWF-Projekt Literarisches Leben in Österreich 1848-1890 am Institut für Germanistik beschäftigt, später als freier Lehrbeauftragter.
In freier Forschung (Research Fellow des Internationalen Forschungszentrums Kulturwissenschaften, Stipendiat des Jubiläumsfonds der Stadt Wien und der Österreichischen Akademie der Wissenschaften) beschäftigte sich Zintzen-Bader mit Psychiatriegeschichte, fokussiert auf die Wiener Klinik „Am Steinhof“ (heute SMZ Otto-Wagner-Spital).
Seit Beginn des Studiums arbeitet Zintzen-Bader als freier Journalist für Radio (ORF Radio Wien, Radio Österreich 1), Independent-Medien (Fanzine „Vampyroteutes Infernalis“, Weblogs „inadaequat“, „acheronta movebo“)‚ tba. vienna pop cult chronicles und Zeitungen (Aachener Volkszeitung, Der Standard, NZZ). Von 2001 bis 2014 betreute er als freier Kurator, Regisseur und Moderator die Reihe „Literatur als Radiokunst“ im Rahmen der Ö1-Hörfunksendung Kunstradio – Radiokunst mit 56 Autoren-Auftragsproduktionen. Gemeinsam mit Hartmut Abendschein gibt er das Netzwerk „litblogs.net - Literarische Weblogs in deutscher Sprache“ heraus.

## Auszeichnungen
- 2002 Theodor-Körner-Preis für Wissenschaft und Kunst
- 2024 „neue texte“-Essaypreis des Heimrad-Bäcker-Preises[10]

## Publikationen (Auswahl)
Siehe Online-Werkverzeichnis
Monografien
- Von Pompeji nach Troja. Archäologie, Literatur und Öffentlichkeit im 19. Jahrhundert. WUV | Universitätsverlag, Wien 1998, ISBN 3-85114-374-4
- Die österreichisch-ungarische Monarchie in Wort und Bild. Aus dem Kronprinzenwerk des Erzherzog Rudolf, ausgewählt, kommentiert und hrsg. v. Chris Zintzen-Bader. Böhlau, Wien 1999, ISBN 3-205-99102-8

Herausgeberschaft
- Freuds pompejanische Muse. Beiträge zu Wilhelm Jensens Novelle „Gradiva“. Hrsg. v. Michael Rohrwasser, Gisela Steinlechner, Juliane Vogel u. Chris Zintzen-Bader. Wien: Sonderzahl 1997, ISBN 3-85449-101-8
- Öffentlichkeit und Charakter. Für Kurt Neumann / Essays, hrsg. v. Chris Zintzen-Bader. Wien: Sonderzahl 2000, ISBN 3-85449-179-4
- Richard Reichensperger, (rire). Literaturkritik | Kulturkritik. Mit Beiträgen von Christoph Leitgeb, Elfriede Jelinek und Hermes Phettberg, hrsg. von Claus Philipp u. Chris Zintzen-Bader. Wien / New York: Springer 2005 (= Edition Transfer, Hg. v. Christian Reder) ISBN 3-211-22260-X
- Renate Giacomuzzi, Chris Zintzen-Bader, Stefan Neuhaus (Hrsg.): Digitale Literaturvermittlung. Praxis, Forschung und Archivierung (= Angewandte Literaturwissenschaft, Bd. 10). Studienverlag, Innsbruck 2010, ISBN 978-3-7065-4883-0.
- mit Sprache: Reden zur Situation. 10 österreichische Schriftstellerinnen und Schriftsteller im öffentlichen Raum. DVD-Video + Booklet. Buch & Regie Video, Redaktion Booklet: Chris Zintzen-Bader. Hrsg. von den Literaturhäusern Österreichs. Wien: Klever Verlag 2013, ISBN 978-3-902665-69-0